# Kaislajärvi
Kaislajärvi är en sjö i kommunen Jockas i landskapet Södra Savolax i Finland. Sjön ligger 84,9 meter över havet. Arean är 71 hektar och strandlinjen är 7,35 kilometer lång. Sjön  ingår i Vuoksens huvudavrinningsområde.   Den ligger omkring 37 kilometer öster om S:t Michel och omkring 230 kilometer nordöst om Helsingfors. I sjön finns ön Kaislasaari. 